# Golpe de Estado na Espanha em julho de 1936
O Golpe de Estado de Julho de 1936 foi um golpe militar que foi dirigido contra o governo da Segunda República Espanhola e cujo parcial fracasso levou à Guerra Civil Espanhola e, derrotada a República, ao estabelecimento do regime franquista, que permaneceu no poder na Espanha até 1975.
Após um período de problemas na Segunda República Espanhola, um grupo de oficiais tentou derrubar o governo democrático em um golpe militar. O planejamento começou no início de 1936, e o golpe foi lançado em 17 e 18 de julho. O golpe falhou em assumir o controle total do país e guerra civil se seguiu.
O controle do governo espanhol mudou radicalmente ao longo das três eleições de 1931, 1933 e 1936. Os direitistas consideravam o governo esquerdista eleito em 1931 como desastroso, e retornaram muitas das suas mudanças após a sua vitória eleitoral em 1933. Ambos os partidos de esquerda como o Partido Socialista Operário Espanhol e grupos de direita como os carlistas, alfonsistas monárquicos, e o fascista Falange Espanhola se tornaram mais extremos e a violência aberta ocorreu nas ruas de cidades espanholas. As eleições em 1936 foram estritamente conquistadas pela Frente Popular de esquerda. A direitista Confederação Espanhola de Direitas Autônomas (CEDA) transformou seu cofre em uma campanha do exército conspirador de Emilio Mola, e a Falange expandiu maciçamente.
Vários generais direitistas começaram a planejar um golpe de Estado na primavera de 1936. O general José Sanjurjo tornou-se figura decorativa do golpe, apoiado pelos generais Francisco Franco, Manuel Goded e Emilio Mola. O governo republicano tentou remover generais suspeitos de lealdades e alguns foram enviados para áreas menos importantes, o que não se mostrou tão eficaz quanto o esperado pela República. O primeiro-ministro Casares Quiroga recusou-se a acreditar nos avisos de um golpe iminente. Em 12 de julho, os membros da Falange assassinaram o tenente socialista José Castillo. Guardas de assalto prenderam José Calvo Sotelo, um líder monarquista espanhol, que foi baleado pelos guardas sem julgamento. O evento proporcionou um efeito catalisador e justificação pública conveniente para o golpe. Homens no Marrocos Espanhol rebelaram-se no início de 18 de julho, e aqueles na Espanha começaram um dia mais tarde. Os rebeldes autodenominaram-se Nacionales (normalmente traduzido como "nacionalistas"). Após o primeiro-ministro Quiroga recusar ofertas de ajuda da Confederación Nacional del Trabajo (CNT) e da Unión General de Trabajadores (UGT), os grupos proclamaram uma greve geral, em efeito de mobilização.
O levante pretendia ser rápido, mas o governo manteve o controle da maior parte do país, incluindo Málaga, Jaén e Almería. Cadiz foi tomada pelos rebeldes e o general Queipo de Llano conseguiu assegurar Sevilha. Em Madri, os rebeldes foram cercados no quartel Montaña, que caiu com muito derramamento de sangue. O primeiro-ministro José Giral ordenou a distribuição de armas entre a população, ajudando a derrotar os rebeldes em Madri, Barcelona e Valência, no entanto, permitiu que os anarquistas assumissem o controle de grandes partes de Aragão e Catalunha. O general rebelde Goded se rendeu em Barcelona e mais tarde foi condenado à morte. Os rebeldes tinham garantido o apoio de cerca de metade do exército territorial da Espanha, cerca de 60 000 homens, e todo o exército de 35 000 da África. Comandado pelo general rebelde Franco, o Exército da África era a mais forte força militar da Espanha. O governo reteve menos da metade da oferta de rifles, metralhadoras ligeiras pesadas e peças de artilharia. Ambos os lados tinham poucos tanques e as aeronaves estavam desatualizadas, e a capacidade naval era razoavelmente a mesma. Deserções dos oficiais republicanos enfraqueceram as unidades de todos os tipos.